# Peter H. Gilmore
Peter Howard Gilmore (New York, 24 maggio 1958) è uno scrittore statunitense, nonché successore di Anton LaVey alla guida della Chiesa di Satana.
Nel 1971 lesse The Satanic Bible (La Bibbia Satanica) di LaVey ed immediatamente aderì al satanismo entrando nella Chiesa di Satana. Negli anni ottanta si trasferì nel quartiere Hell's Kitchen di New York e nel 1989 fondò con la moglie Peggy Nadramia il giornale satanico The Black Flame, di cui è tuttora direttore e che continua ancor oggi, seppur sporadicamente, le sue pubblicazioni.
Si è attivato nel diffondere il satanismo nei media, partecipando a numerosi programmi televisivi e radiofonici ed accettando confronti pubblici con esponenti delle Chiese cristiane. Nel 2001, quattro anni dopo la morte di LaVey, ne ha preso il posto come "Gran sacerdote" della Chiesa di Satana; nel 2005 ha pubblicato una nuova versione della Bibbia Satanica la cui introduzione, scritta di suo pugno, è stata inserita nella definizione di satanismo contenuta nell'enciclopedia della religione e della natura.
Nell'ottobre del 2007 ha dato alle stampe The Satanic Scriptures, edite in Italia dalla casa editrice Tipheret dal titolo Le Scritture Sataniche con una prefazione del dott. Enrico Colombatto, in un cui ha definito il satanismo una "non-religione" ed in cui ha specificato e descritto come devono essere effettuati alcuni riti come il matrimonio ed il funerale nella corretta maniera satanica.
Peter H. Gilmore, che prima di entrare nella Chiesa di Satana lavorava come curatore di un museo, è un musicista professionista ed ha collaborato con gli Acheron, band death metal. Compone inoltre musica sinfonica e le sue preferenze in campo musicale vanno a Gustav Mahler, Anton Bruckner e Dmitrij Šostakovič.